# Сјерак
Сјерак (фр. Cieurac) насеље је и општина у јужној Француској у региону Миди Пирене, у департману Лот која припада префектури Каор.
По подацима из 2011. године у општини је живело 438 становника, а густина насељености је износила 23,42 становника/km². Општина се простире на површини од 18,7 km². Налази се на средњој надморској висини од 247 метара (максималној 292 m, а минималној 189 m).

## Демографија
| 1962. | 1968. | 1975. | 1982. | 1990. | 1999. | 2011. |
| ----- | ----- | ----- | ----- | ----- | ----- | ----- |
| 191   | 212   | 229   | 279   | 264   | 287   | 438   |

График промене броја становника у току последњих година